# Schedae Informaticae
Schedae Informaticae – międzynarodowe czasopismo poświęcone informatyce i jego matematycznym fundamentom. Czasopismo publikuje wysokiej jakości, recenzowane prace naukowe zajmujące się następującą tematyką: informatyka teoretyczna, zastosowania informatyki, matematyczne podstawy informatyki, zastosowania metod matematycznych do informatyki i matematyki obliczeniowej.